# Richard Edgcumbe, 2. Baron Edgcumbe

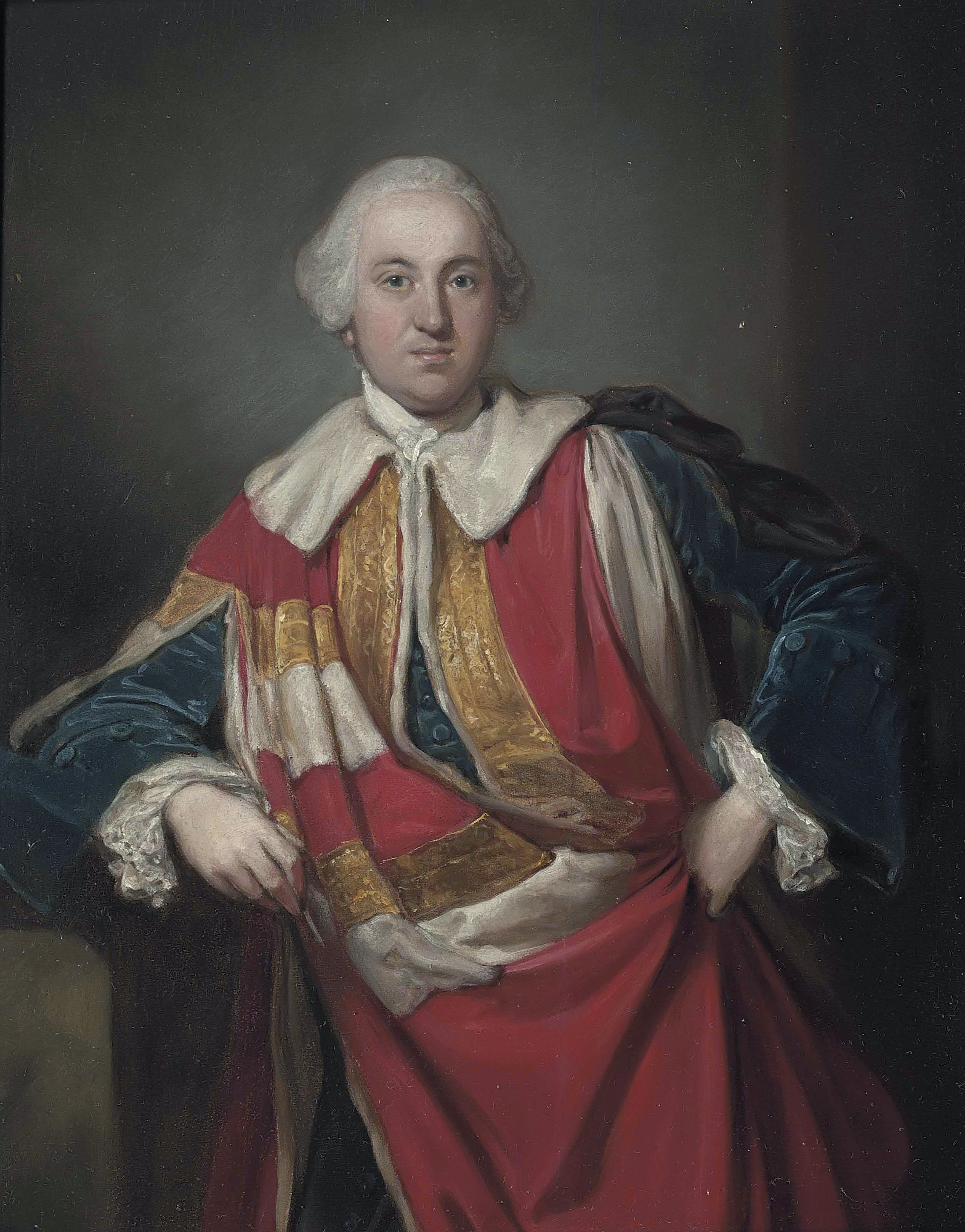
Richard Edgcumbe, 2. Baron Edgcumbe. Gemälde von Joshua Reynolds

Richard Edgcumbe, 2. Baron Edgcumbe (* 2. August 1716; † 10. Mai 1761) war ein britischer Adliger und Politiker.

## Herkunft und Jugend
Richard Edgcumbe entstammte der Familie Edgcumbe. Er war der zweite Sohn des Politikers Richard Edgcumbe und dessen Frau Matilda Furnese und wurde am 12. August 1716 in der Kirche St Martin-in-the-Fields in London getauft. Nach dem frühen Tod seines älteren Bruders Piers wurde er Erbe seines Vaters. Ab 1725 besuchte er das Eton College, ehe er 1732 in British Army eintrat. Obwohl er kaum aktiven Dienst leistete, stieg er bis zu seinem Tod zum Generalmajor auf.

## Politische Tätigkeit

### Frühe Wahl zum Abgeordneten
Bei einer Nachwahl wurde Edgcumbe am 4. Dezember 1742 als Nachfolger seines Vaters, der zum Baron Edgcumbe erhoben worden war, zum Abgeordneten für das Borough Plympton in Devon gewählt. Bei der Unterhauswahl im November 1747 wurde er zum Abgeordneten für das Borough Lostwithiel gewählt und bei der Unterhauswahl von 1754 zum Abgeordneten für das Borough Penryn gewählt. Daneben war er 1744 und 1756 Bürgermeister von Lostwithiel. In der Regel unterstützte er die Politik von Premierminister Henry Pelham und von seinem Vater, doch zeigte er kaum wirkliches politisches Interesse.

### Grand Tour, Spielsucht und Übernahme verschiedener Ämter

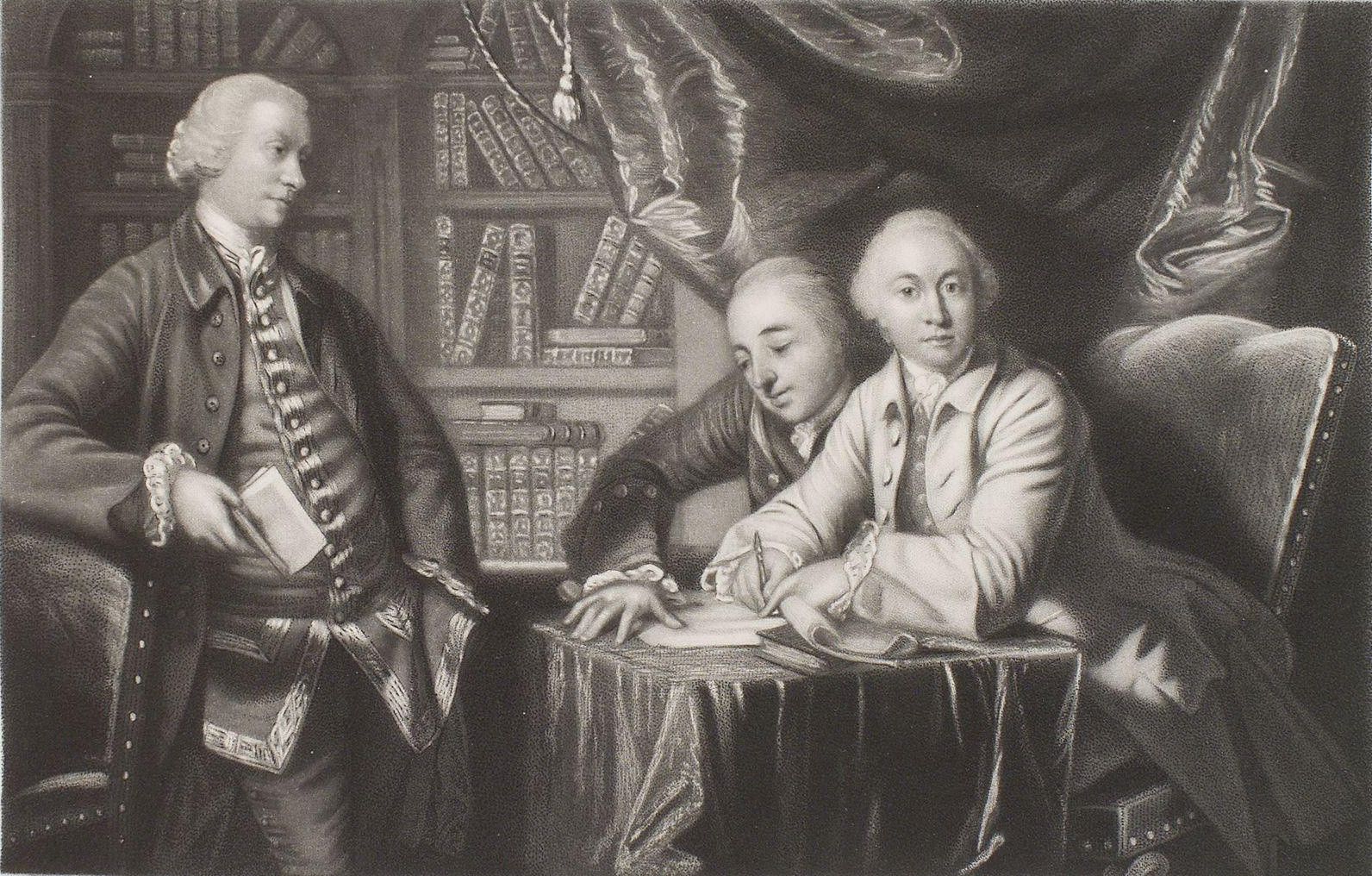
Richard Edgcumbe (rechts) mit seinen Freunden George Selwyn und George Williams. Darstellung von Henry Graves von 1865

Dick Edgcumbe, wie er für gewöhnlich genannt wurde, war eng mit Horace Walpole, George Selwyn und George Williams befreundet. Bereits als junger Mann verlor er regelmäßig 20 Guineen am Tag beim Glücksspiel im White’s Club in London. Durch seine Spielsucht geriet er in finanzielle Bedrängnis, so dass ihm Henry Pelham insgeheim eine jährliche Pension von £ 500 verschaffte. Angesichts seiner Spielsucht sandte ihn sein Vater in den 1740er Jahren auf eine Grand Tour, die ihn bis nach Konstantinopel führte und von der erst nach sieben Jahren zurückkehrte. Aus Konstantinopel brachte er Orangenbäume zurück nach England, wofür in Mount Edgcumbe schließlich die Orangerie errichtet wurde. Edgcumbes Untätigkeit und seine Spielsucht waren aber auch König Georg II. bekannt, der 1752 den Vorschlag des Duke of Newcastle nach einer höheren Pension oder einem Amt für Edgcumbe zurückwies. Erst nach Pelhams Tod wurde Edgcumbe im April 1754 Lord of Trade, ehe er im Dezember 1755 zu einem der Lords of the Admiralty ernannt wurde. Das Amt in der Admiralität legte er im November 1756 nieder, nachdem er Comptroller of his Majesty's Household und am 19. November Mitglied des Privy Council wurde.

### Tätigkeit als Baron Edgcumbe
Nach dem Tod seines Vaters erbte Edgcumbe im November 1758 den Titel Baron Edgcumbe, womit er Mitglied des House of Lords wurde und aus dem House of Commons ausschied. Als Nachfolger seines Vaters wurde er im Februar 1759 Lord Lieutenant von Cornwall. Dazu wurde er 1759 Recorder von Lostwithiel und von Plympton. Seine jährlichen Einkünfte aus den Familienbesitzungen sollen etwa £ 4000 betragen haben. Dazu soll sein Vater ihm ein Vermögen von £ 20.000 hinterlassen haben, so dass Edgcumbe endlich seine Schulden begleichen konnte. Während sein Vater jedoch bei den Unterhauswahlen erheblichen Einfluss auf die Wahlen in Lostwithiel, Grampound, Penryn, Fowey, Bossiney und Plympton sowie zum Teil in Mitchell gehabt hatte, vernachlässigte Edgcumbe diese Kontakte bei den Unterhauswahlen 1761. Er starb im Alter von 44 Jahren.

## Sonstiges
Trotz seiner Trägheit und seiner Spielsucht galt Edgcumbe als talentiert und umgänglich. Als Amateurdichter verfasste er Gedichte, von denen jedoch nur The Fable of the Ass, Nightingale, and Kid sowie Ode to Health erhalten sind, die nach seinem Tod in dem Buch The New Foundling Hospital for Wit (6, 1786, 107–10) veröffentlicht wurden. Weiterhin galt Edgcumbe als guter Zeichner und Maler. Er selbst gilt als der Entdecker des Talents von Joshua Reynolds, zu dessen ersten Förderern er gehörte und dem er 1749 einen Studienaufenthalt in Rom ermöglichte. Edgcumbe starb an Wassersucht und wurde in der Kirche von Maker begraben. Er war unverheiratet geblieben, doch mit seiner Geliebten Ann Franks (auch Day) hatte er vier Kinder. Über diese Beziehung verfasste vermutlich Charles Jones den satirischen Bericht An Epistle from the Hon. R[ichard] E[dgcumbe] to his Dear Nanny [Day], der 1752 in London veröffentlicht wurde. Danach begann Edgcumbe eine Beziehung zu einer Frau, von der nur ihr Spitzname Kitten bekannt ist. Seine Kinder vertraute er der Obhut von Horace Walpole an. Sein Erbe wurde sein jüngerer Bruder George.